# Xylographus bostrichoides
Xylographus bostrichoides is een keversoort uit de familie houtzwamkevers (Ciidae). De wetenschappelijke naam van de soort werd in 1843 gepubliceerd door Leon Dufour.